# OnePlus 3
OnePlus 3 (também abreviado como OP3) é um smartphone Android fabricado pela OnePlus, lançado originalmente em 14 de junho de 2016. Antes de sua disponibilidade, a OnePlus anunciou que o dispositivo contaria com um processador Qualcomm Snapdragon 820, 6 GB de memória RAM e armazenamento interno de 64 GB. A OnePlus 3 possui recursos que não havia nos smartphones anteriores, como carregamento rápido chamado "Dash Charge" e suporte ao chip NFC, que faltava no OnePlus 2. Conta com uma tela de 5,5 polegadas feita de AMOLED e resolução de 1920 × 1080 pixels. A OnePlus 3 receberá uma atualização para o Android 9 "Pie".